# Bridge Street (Manhattan)
Bridge Street (en inglés: Calle del Puente) es una calle en el Distrito Financiero del bajo Manhattan en Nueva York recorriendo dos cuadras desde State Street al oeste hasta Broad Street al este. Se interseca con Whitehall Street.

## Historía
En el siglo XVII, los pobladores neerlandeses de la colonia de Nueva Amsterdam crearon dos canales: uno en lo que hoy es Broad Street (llamado entonces "Princegracht" o canal del príncipe) y el otro en lo que hoy es Beaver Street (llamado entonces "Heeregracht" o canal de los caballeros). Uno de los tres puentes que cruzaban el canal del príncipe en ese tiempo se encontraba al extremo de Bridge Street (en neerlandés: Brugstraat), dando de esa manera su nombre a la vía.